# Metasphenisca ghenti
Metasphenisca ghenti är en tvåvingeart som beskrevs av Munro 1947. Metasphenisca ghenti ingår i släktet Metasphenisca och familjen borrflugor. Inga underarter finns listade i Catalogue of Life.